# Batsu Game
Batsu game (罰ゲーム, batsu guemu) é um dos mais famosos quadros do programa de humor japonês Downtown no Gaki no Tsukai ya Arahende!!. Em tradução livre significa "jogo da punição".

## Conceito
O "Batsu Game" consiste em quadros onde membros do elenco do Gaki no Tsukai sofrem algum tipo de punição ou castigo físico após perderem um jogo ou aposta. O Batsu Game é um  elemento tradicional da comédia owarai e portanto, não foi criada pelo Downtown.
Os quadros do Batsu Game começaram a ser produzidos em 16 de janeiro de 1990. Antes de todo Batsu Game acontece uma "primária" que consiste em uma competição ou uma aposta entre os membros do programa. Quem perde, enfrenta o "jogo da punição". A primária e o Batsu Game não são necessariamente exibidos em sequência, podendo haver espaços de alguns meses entre os programas.
Apesar da variedade de jogos, apostas e castigos apresentados ao longo dos anos, existe um certo padrão nas "punições" para os apresentadores do programa. Em geral, as punições do Matsumoto consistem em quadros humilhantes no início das transmissões da NTV. Já Hamada é normalmente obrigado a viajar para realizar algum pedido estranho do Matsumoto.
O conceito do Batsu Game acabou contaminando outros quadros do programa como o "Silent Library", "Bus Tour",  "Memory Dance" e  "Chinko Machine"
Em 1999, a edição Onigokko (鬼ごっこ), mais conhecido no ocidente como "24 horas de punição",  expandiu o conceito do Batsu Game ao encarcerar por 24 horas parte do elenco do programa, que recebiam todo tipo de punição física e psicológica. Desde então, vários programas com confinamento de 24 horas foram produzidos, entre eles a série "no laughing".

## Série "no laughing"
A série mais famosa do Batsu Game é o Zettai ni Waratte wa Ikenai, abreviado como "Waratte wa Ikenai" e conhecida no exterior como "No Laughing", literalmente "não ria". O nome em inglês, criado por fãs ocidentais da série, foi oficializado pela Nippon TV em 2020 quando às vésperas do especial daquele ano o perfil oficial do Gaki no Tsukai no Twitter fez um anúncio em inglês para os fãs internacionais e utilizaram o nome "No Laughing".
O especial começou a ser produzido em 2003, os membros regulares do Gaki no Tsukai: Hitoshi Matsumoto, Masatoshi Hamada, Hosei Tsukitei, Shozo Endo e Naoki Tanaka, ficam confinados em um determinado local preparado pela produção sob um tema específico. O elenco é exposto a todo tipo de situação cômica da qual não podem rir, caso contrário, sofrem uma punição física.
Quando um ou mais membros da equipe riem, uma voz anuncia o nome do participante, seguido da palavra "OUT" (Hamada OUT, por exemplo), em seguida, membros do staff entram no cenário para aplicar a punição.
Todas as temporadas do No Laughing tem um tema específico que se reflete em todo o conteúdo cômico, bem como cenário e figurinos.
Desde 2006, o No Laughing se tornou um especial de ano novo da NTV, sendo o segundo programa de maior audiência das viradas de ano no Japão. Desde 2007, o especial passou a não ter mais uma primária com aposta ou jogo entre os membros do elenco. Os cinco comediantes do Gaki no Tsukai participaram do programa e das punições.
Em 2021, a NTV anunciou que daria uma pausa na série sob a alegação de que todos os integrantes estão em idade avançada e que as gravações eram muito cansativas. No lugar do No Laughing, a NTV anunciou que faria um luxuoso festival de comédia de 6 horas de duração como programação de ano novo. 

## Cronologia

### 1990
- A primeira "primária" do Batsu Game aconteceu em 16 de janeiro de 1990 com uma aposta entre Matsumoto e Hamada sobre quem venceria o tradicional festival Kohaku Uta Gassen. No dia 23 de janeiro de 1990, após perder a aposta, Matsumoto faz uma pequena participação no programa Morning News, aparecendo atrás do jornalista do quadro Zoom News, fazendo mímicas vestido de policial.

- No dia 24 de abril de 1990 os dois membros do Downtown se enfrentam em uma "maratona de palavras" com a silaba "SU". Novamente Matsumoto perde ao repetir uma palavra e é obrigado a cumprir um novo Batsu Game. O castigo foi pago no dia 8 de maio de 1990. Matsumoto foi amarrado em estilo bondage e fazia anúncios em um telão em uma movimentada avenida.

- O terceiro Batsu Game teve inicio  em 24 de julho de 1990 com uma aposta sobre os resultados da Liga Profissional de Basebol.  Dessa vez Hamada perdeu a aposta. No dia 7 de agosto de 1990 Hamada teve de  pular de paraquedas de uma altura de 4 mil metros.

- Uma partida de golfe entre Matsumoto e Hamada transmitida no programa de 11 de dezembro de  1990 empurrou Matsumoto para um novo Batsu Game denominado "Bem vindo ao Batsu game" transmitido no dia 25 de dezembro de 1990.

### 1991
- Em 1991, no programa do dia 12 de fevereiro foi transmitida uma partida de basebol entre o Matsumoto Team e o Hamada Team. O time de Matsumo perde e todos os jogadores são obrigados a participar do Batsu Game, transmitido no dia 19 de fevereiro. Os jogadores foram obrigados a enfrentar as águas frias de uma praia em pleno inverno.

- Em 28 de maio de 1991 foi transmitido uma partida de queimada. Dois times formados por 50 pessoas de cada lado liderados por um dos comediantes do Downtown se enfrentaram. Novamente, Matsumoto perde e é obrigado enfrentar uma das maiores montanha-russa do mundo em programa transmitido no dia 4 de junho de 1991.

- No final de  1991, no programa transmitido no dia 29 de dezembro,uma nova aposta sobre quem  venceria o Kouhaku Utagasse levou Matsumoto a um novo Batsu Game. No dia 19 de janeiro de 1992, Matsumo aparece vestido de "color bar" no início das transmissões da NTV.

### 1992
- Uma partida de Rugby entre times  capitaneados por Hamada e Matsumoto, transmitida no dia 7 de junho de 1992 definiu quem cairia no Batsu Game transmitido no dia 21 de junho. Com a derrota do time do Matsumoto, o comediante vestido de foca, foi obrigado a se deixar "adestrar" por Hamada.

- A terceira aposta sobre quem  venceria o Kouhaku Utagassen no dia 20 de dezembro levou novamente Matsumoto para o Batsu Game. No dia 17 de janeiro de 1993, Matsumoto, vestido de pombo, abriu as transmissões da NTV.

### 1993
- Hama-chan France Evian Trip - Uma prova de salto em altura entre Hamada e Matsumoto, transmitida no dia 11 de julho, definiu a vítima do Batsu Game do dia 25 de julho de 1993. Com  a derrota, Hamada foi obrigado a viajar para a França para buscar a legitima água mineral Evian.

- A quarta aposta sobre quem venceria o Kouhaku Utagassen, transmitida no dia 26 de dezembro de 1993 levou novamente Matsumoto ao Batsu Game. No dia 6 de fevereiro de 1994, acompanhado da mãe, Matsumoto abriu a programação da NTV com um esquete cômico.

### 1994
- Hama-chan New York City Mechanical Pencil Trip  - Na quinta aposta sobre o time vencedor do Kouhaku Utagassem, transmitido em 18 de dezembro de 1994, e pela primeira vez Matsumoto acerta o time vencedor. Hamada, no programa de 2 de abril de 1995 foi obrigado a viajar para Nova Iorque para buscar uma caneta.

### 1998
- Gakitanic (Gaki no tsukai — Hamada L.A. de Okan to TITANIC!!) - em 24 de maio de 1998, Hamada e Matsumoto disputam uma partida de golfe. Endo, Tanaka e Yamazaki, auxiliando Matsumoto, acabam derrotando Hamada que é obrigado a viajar para Los Angeles com Akiko Matsumoto (mãe do Matsumoto), para filmar uma cena romântica do filme Titanic, programa transmitido no dia 23 de agosto de 1998.

- A revanche do "Gakitanic" foi transmitida no dia 18 de outubro de 1998. E Hamada perde novamente. O castigou consistiu nas "24 horas de trabalho do Hamada", onde o comediante, encarnando vários tipos de personagem, foi obrigado a fazer chamadas e mais chamadas para a TV.

### 1999
- 鬼ごっこ (Onigokko) ou "24-Hour Tag" - No dia 17 de outubro de 1999, o time do Hamada, formado por Yamazaki, Endo, Tanaka e Hamada, desafiam Matsumoto para uma corrida de 100m rasos. Enquanto Matsumoto corria sozinho, o time do Hamada fez revezamento 4x100. E contrariando as expectativas, Matsumoto vence a corrida. O time perdedor foi confinado durante 24 horas em um ginásio sofrendo todo tipo de punição física dos "misteriosos demônios" (Onigokko), O programa, que também é conhecido por "24 Horas de Punição", foi transmitido nos dias 26 de março, 2 de abril e 9 de abril de 2000 e é um dos mais conhecidos da trupe na internet.

### 2001
- Haunted Hotel - A revanche do time do Hamada aconteceu no dia 11 de fevereiro de 2001. Dessa vez foi uma corrida em piscina olímpica. Novamente Matsumoto competiu sozinho e desta vez perdeu. Após sete anos o maior participante do Batsu Game retorna ao quadro. Matsumoto fica hospedado por uma noite e dois dias no "hotel assustador". O programa foi dividido em quatro partes e exibido nos sábados entre 5 de agosto e 26 de agosto de 2001.

### 2002
- Souchou Matsumoto RENJAI SHOW!! - No dia 5 de maio de 2002 foi transmitido um desafio de salto em distancia. Competiam o "Matsumoto Team" formado por Matsumoto e Heipo, contra o "Hamada Team", formado por Tanaka e Hamada. Por culpa do Heipo, Matsumoto perde a prova. O Batsu Game contou com a participação dos membros da família de Matsumoto. Na abertura das transmissões da NTV, o super sentai "Matsumoto Ranjai" faz uma aparição para salvar Heipo de um grupo de vilões. Depois os membros da família do Matsumoto cantam a canção tema do grupo.

- ノーリアクションパイ地獄 (No-Reaction Pie Hell) - Nova aposta feita entre Matsumoto e Hamada no programa do dia 27 de outubro sobre a final da Liga nacional de Basebol. Com  nova derrota  para Matsumoto. No Batsu Game,  transmitido no dia 3 de novembro de 2002 o comediante enfrentou o "No-Reaction Pie Hell" - algo como "não reaja as tortas do inferno". Durante 24 horas, Matsumoto recebeu tortadas sem poder esboçar reação.

### 2003
- No-Laughing Hot Spring Inn - Após serem derrotados em uma partida de boliche contra Hamada - em  programa transmitido no dia 18 de maio de 2003, Matsumoto, Tanaka, Endo e Yamazaki foram obrigados a  permanecer em um SPA/Terma, enfrentando todo tipo de situação ridícula. Para cada risada, um dardo na bunda dos participantes era atirado. O programa foi dividido em quatro partes sendo transmitidos entre os dias 27 de julho e 17 de agosto de 2003.

- Hama-chan Vladivostok Back Hand - Após perder uma aposta sobre qual time da liga profissional de Basebol do Japão venceria, Hamada foi obrigado a viajar até a Rússia. O programa foi divido em duas partes, sendo transmitido nos dias 14 de dezembro e 21 de dezembro de 2003.

### 2004
- No Laughing in Yugawara - Em um desafio que havia sushis,quem comesse o sushi com wasabi iria direto para o batsu game. E o segundo programa com o tema SPA/Termas  e foi  filmado  em Yugawara. Apenas três membros do Gaki no Tsukai, Hamada, Tanaka e Yamazaki,  participaram do programa. Na edição, os dardos foram substituídos por chicotes de Jockey.

### 2005
- No-Laughing High School - Na edição que teve como tema a escola, os membros do programa, com exceção de Hamada, foram matriculados na Escola Kuchibiru (beição, apelido do Hamada). Entre as esquetes cômicas da edição está o "english leasson" (lição de inglês) onde o comediante Jimmy apresenta sua falta de habilidade com a língua inglesa. Outro quadro famoso é a dança da Madonna, em performance da "Esposa do Itao". Entre as participações especiais está Masaki "Razor Ramon" Sumitani, mais conhecido como Hard Gay. Nesta edição os dardos foram substituídos por shinai, uma espada de treinos feitas com tiras de bambu.

### 2006
- No-Laughing Police Station - A edição que confinou Hamada, Endo e Yamazaki (exceto o Matsumoto), gerou um programa especial de fim de ano, de três horas no Japão. O programa contou com a participação da  comediante/cantora/atriz Chiaki (ex-esposa do Endo).

### 2007
- No-Laughing Hospital - Pela primeira vez todo o elenco do Gaki no Tsukai participou do programa. Mas durante sua produção, Yamazaki teve de se retirar pois enfrentava, no momento, um problema de saúde. Desta edição saiu o recorde de punições em um "No Laughing": 258 hits no Matsumoto.

### 2008
- No-Laughing Newspaper Agency - O programa, que também contou com todo o elenco do Gaki no Tsukai teve como tema uma redação de jornal. O programa contou com elementos do Haunted Hotel. Chiaki, ex-esposa do Endo faz uma participação no programa que deixa o comediante do Coq au Rico constrangido.

### 2009
- No-Laughing Hotel Man - O último Batsu Game foi o mais longo da história. A gravação foi iniciada no dia 17 de novembro de 2009 e durou 26 horas. O programa, com seis horas de duração, foi ao ar às 18h do dia 31 dezembro. Os comediantes encarnaram o serviço de recepcionistas em um hotel. Na abertura do programa, Matsumoto relatou ser esta edição "a mais cansativa da história".